# Г̧
Г̧/г̧（帶軟音符的Г；斜體：Г̧/г̧）是一個西里爾字母。
這個字母被用於書寫1820年代的卡累利阿語。